# Juan Andrés Bueno

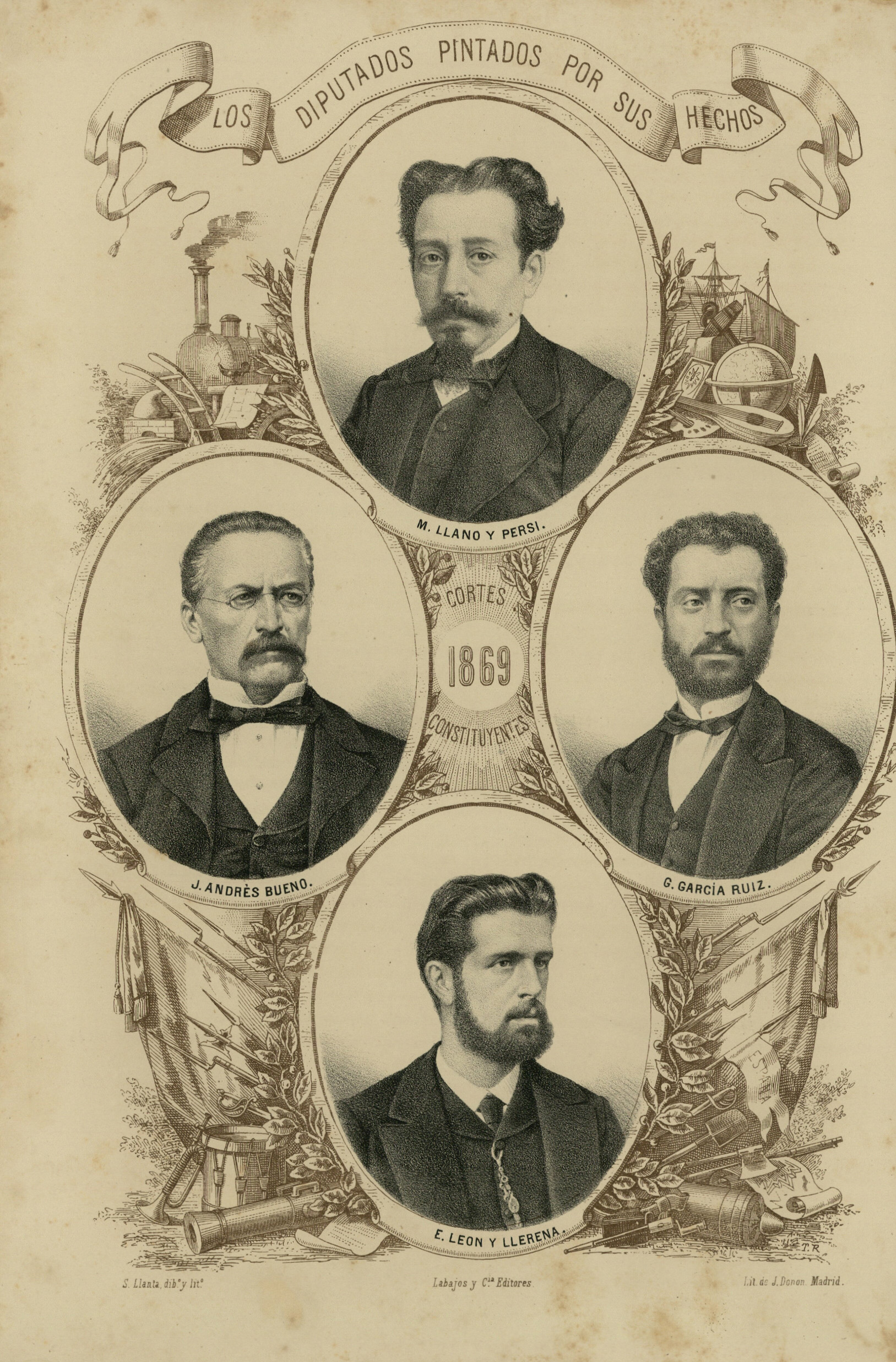
Manuel de Llano y Persi, Juan Andrés Bueno, Gregorio García Ruiz y Eduardo León y Llerena. Litografía de Santiago Llanta para Los diputados pintados por sus hechos, 1869.

Juan Andrés Bueno Prado, nacido en Usagre (Badajoz) en 1819, fue un abogado y político liberal español, diputado por la circunscripción de Badajoz en las Cortes Constituyentes de 1854 (Bienio Progresista) y 1869.

## Biografía
De familia acomodada y filiación progresista, cursó estudios en la Universidad de Salamanca y con 17 años se incorporó a la Milicia Nacional para participar con una columna dirigida por su padre en la persecución de la expedición carlista del general Gómez. Licenciado en jurisprudencia por la Universidad de Sevilla, donde se recibió de abogado en 1841, en 1845 se estableció en Llerena. Diputado por Badajoz en 1854, se distinguió durante el debate de la desamortización de Pascual Madoz por su defensa de los bienes de propios. Advirtiendo el coste social que tendrían las medidas desamortizadoras para una región como la extremeña, en la que abundaban los latifundios y los campesinos sin tierra, afirmó en un memorable discurso: 

Mi pobre voz (...) será la voz clamante en el desierto. Alguien había de sufrir las consecuencias de la Revolución de Julio; alguien debía ser sacrificado por las circunstancias en que se encuentra el Estado, y este sacrificio, por lo visto, toca a Extremadura (...); he recibido representaciones de 120 pueblos que se oponen a la venta de propios (...); un pueblo me escribe: «aquí horroriza solo la idea de que se vendan los bienes de propios (...) y nos veremos todos los vecinos obligados a emigrar a otros países y marcharnos donde nos den pan».

Tras el triunfo de la Revolución de 1868 se replanteó la cuestión, con propuestas de reparto entre los pequeños campesinos de las únicas tierras que quedaban en poder de los ayuntamientos, las dehesas boyales, y Bueno, como alcalde de Llerena, fue acusado de utilizar esos repartos con fines electorales. En abril de 1869 fue elegido diputado al Congreso en elección parcial por el distrito de Castuera (Badajoz) en sustitución de Laureano Figuerola, cuya acta había sido anulada. Revalidó el acta de diputado en marzo de 1871, en esta ocasión por el distrito de Llerena, con 6458 votos sobre un total de 6459 votos emitidos. En el debate en el Congreso sobre la Internacional, en octubre de 1871, tuvo una intervención, recordada meses más tarde por Nicolás Salmerón, en la que no obstante su defensa de los repartos, condenaba la violencia ejercida sobre algunos compradores, mencionando el caso del duque de T'Serclaes que 

no por ser título de Castilla debía ser tratado de la manera que lo fue, lanzado al suelo y maniatado, con el puñal al pecho y obligado a llamar a un notario y hacer ante él una escritura cediendo la propiedad que tenía y había comprado al pueblo aquel que se la exigía.

Casos de violencia empleados por Bueno como ejemplo de lo que cabía temer de un campesinado exaltado por organizaciones como aquella sobre la que se debatía.
Siguiendo a Sagasta se integró en el Partido Constitucional durante el reinado de Amadeo de Saboya y fue reelegido diputado por el mismo distrito de Llerena en abril de 1872. El resultado de esta votación, en la que se proclamó vencedor frente al candidato republicano Juan Uña Gómez, fue mucho más ajustado (5131 votos sobre 8696 votantes), y la aprobación del acta fue combatida en el Congreso de los Diputados por Nicolás Salmerón, que lo acusó de cohechos con los bienes comunales, al haber repartido con ayuda de los alcaldes cañadas y cordeles, y de coaccionar con ellos a los votantes:

Muchos de estos –afirmaba Salmerón en su discurso contra el dictamen de la comisión de actas, que proponía su aprobación–  intentaron en esta última elección votar en contra, y el Sr. Bueno y los alcaldes dicen: causa criminal por haber labrado las cañadas y cordeles que os di en 1868. Y esto hacía, señores, quien ha pocos meses se levantaba a decir que le espantaba La Internacional, que solo pide la reforma y mejora en la organización de la propiedad.

La actividad política de Bueno concluirá, ya con la Restauración, con la dimisión como alcalde de Llerena, noticia, recogida por los diarios de Madrid el 1 de octubre de 1879, aunque todavía años después participará en algún mitin en apoyo de las fuerzas sagastinas.